# Zulič
Zulič je priimek več znanih Slovencev:
- Mirela Zulič (*1983), športna plesalka
- Nina Zulič (*1995), rokometašica
- Samir Zulič (*1966), nogometaš